# Île Fanac
L’île Fanac est une île fluviale française de la Marne située sur le territoire communal de Joinville-le-Pont (Val-de-Marne).

## Historique
Après avoir été longtemps réservée à l'agriculture, l'île Fanac est en partie urbanisée dès la fin du XIXe siècle.
L'île Fanac est un site partiellement classé par arrêté ministériel du 3 septembre 1965 au titre de la loi du 2 mai 1930, pour son caractère pittoresque. Une proportion importante d'artistes y réside.
Du début à la fin du XXe siècle, l'île a perdu trois mètres de berges à cause des crues de la Marne et du ressac de la navigation, ce dernier étant accentué par le betonnage des berges opposées.
De 2000 à 2020, de nombreux descendants des familles ayant construit leurs pavillons sur l'île au XIXe siècle ont quitté les lieux. À partir de 2018, d'importants travaux sont initiés pour raccorder l'île au réseau d'assainissement des eaux de la ville. Avant cela, les eaux usées de l'île était rejetées dans la Marne. Ces travaux s'inscrivent dans le plan de rendre la Marne baignable en 2024. Par la même occasion, les berges ont été confortées et le chemin piéton rénové. En 2022, le ministère de la Transition écologique étend le classement du site à 100% de l'île (contre 85% auparavant), ce qui rend toute nouvelle construction impossible et favorise une flambée des valeurs immobilières.

## Description
L'île Fanac constitue le plus petit des quartiers de la commune de Joinville-le-Pont. Elle comptait, en 1999, 98 habitants sur 3,9 hectares (119 en 1990). L'île n'est pas accessible pour les automobiles. Pour les habitants, un parking se trouve de l'autre côté de la berge.
L'île abrite une quarantaine d'édifices. Les constructions sur l'île sont surveillées par les architectes des bâtiments de France et par l'agence de l'eau. 85% de l'île est classée et protégée.
Bien que le pont de Joinville traverse l'île, il ne la dessert que par un escalier accessible aux piétons, complété par un ascenseur installé en 2010.

## Hydrographie
Située en zone inondable, l'île Fanac est susceptible d'être recouverte par les eaux lors des crues de la Marne.

## Flore
La pointe de l'île desservie par le pont de Joinville est un jardin de prunus, marronniers et charmilles.

## Activités
L’île accueille des activités culturelles (École municipale des arts, bâtiment construit en 1860) et sportives (le club de canoë-kayak Joinville Eau Vive, le club Aviron Marne et Joinville).
Le bâtiment de l’Aviron Marne et Joinville, construit en 1883, a été victime d’un incendie en octobre 2005. Sa reconstruction à l'identique a été réalisée en 2007.
L’école de musique est installée à côté de l’ancienne guinguette « chez Jullien » décrite par l’écrivain Émile Zola.

## Galerie

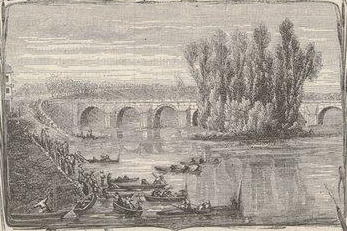
Pont de Joinville et pointe de l'île, 1859.
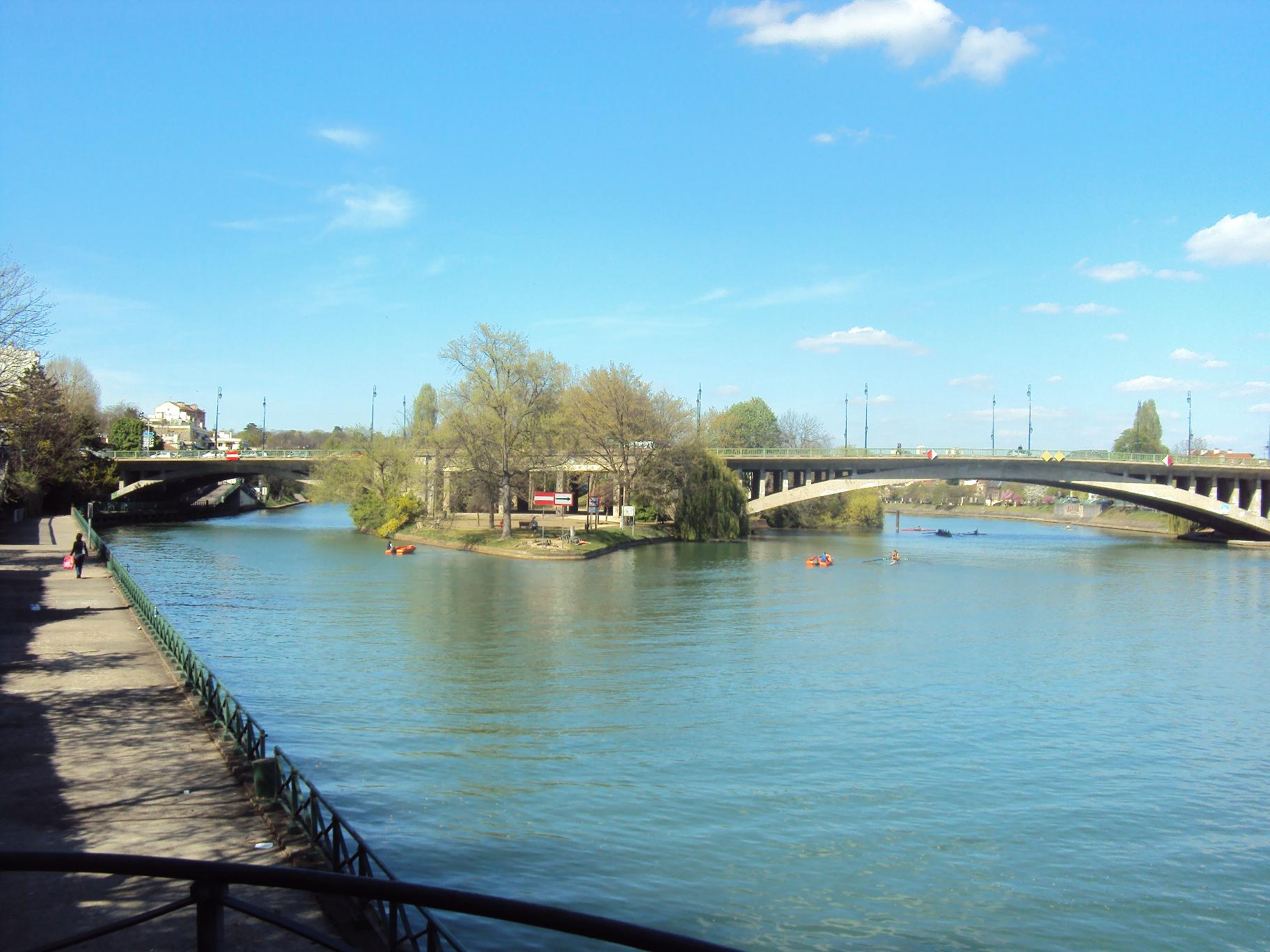
Pont de Joinville et pointe de l'île, 2014.
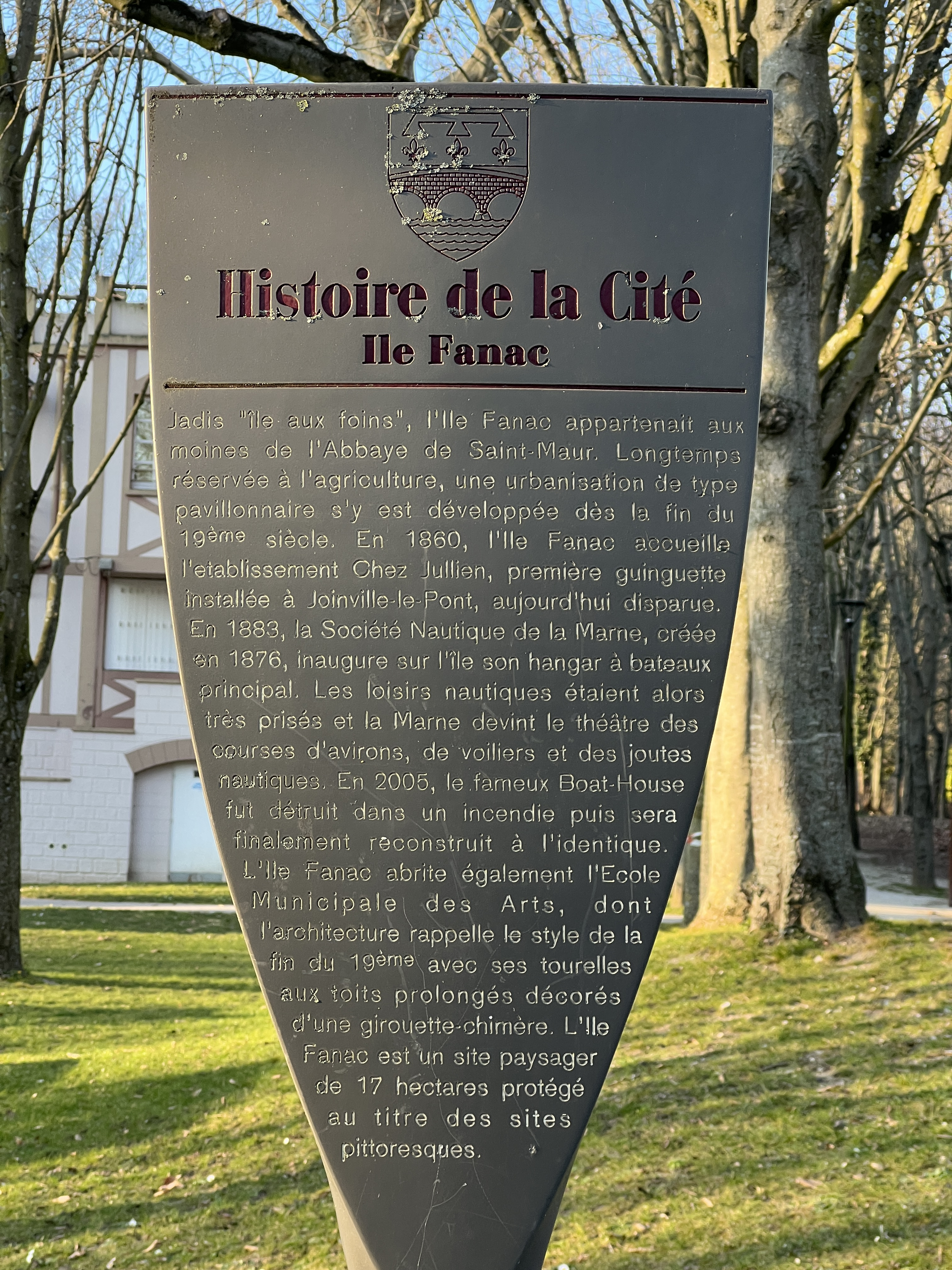
Panneau Histoire de la Cité sur l'île Fanac.
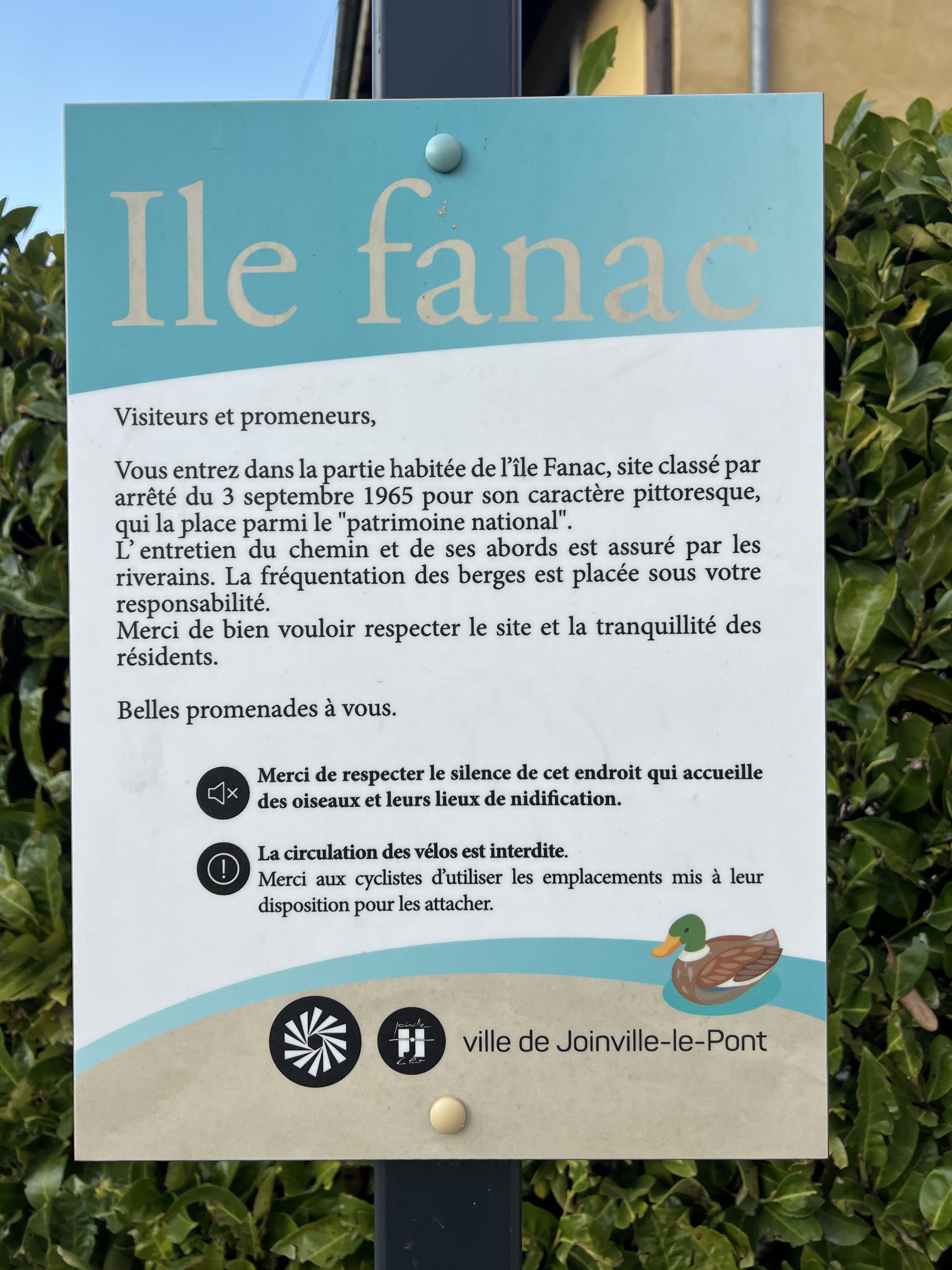
Panneau de l'île Fanac.
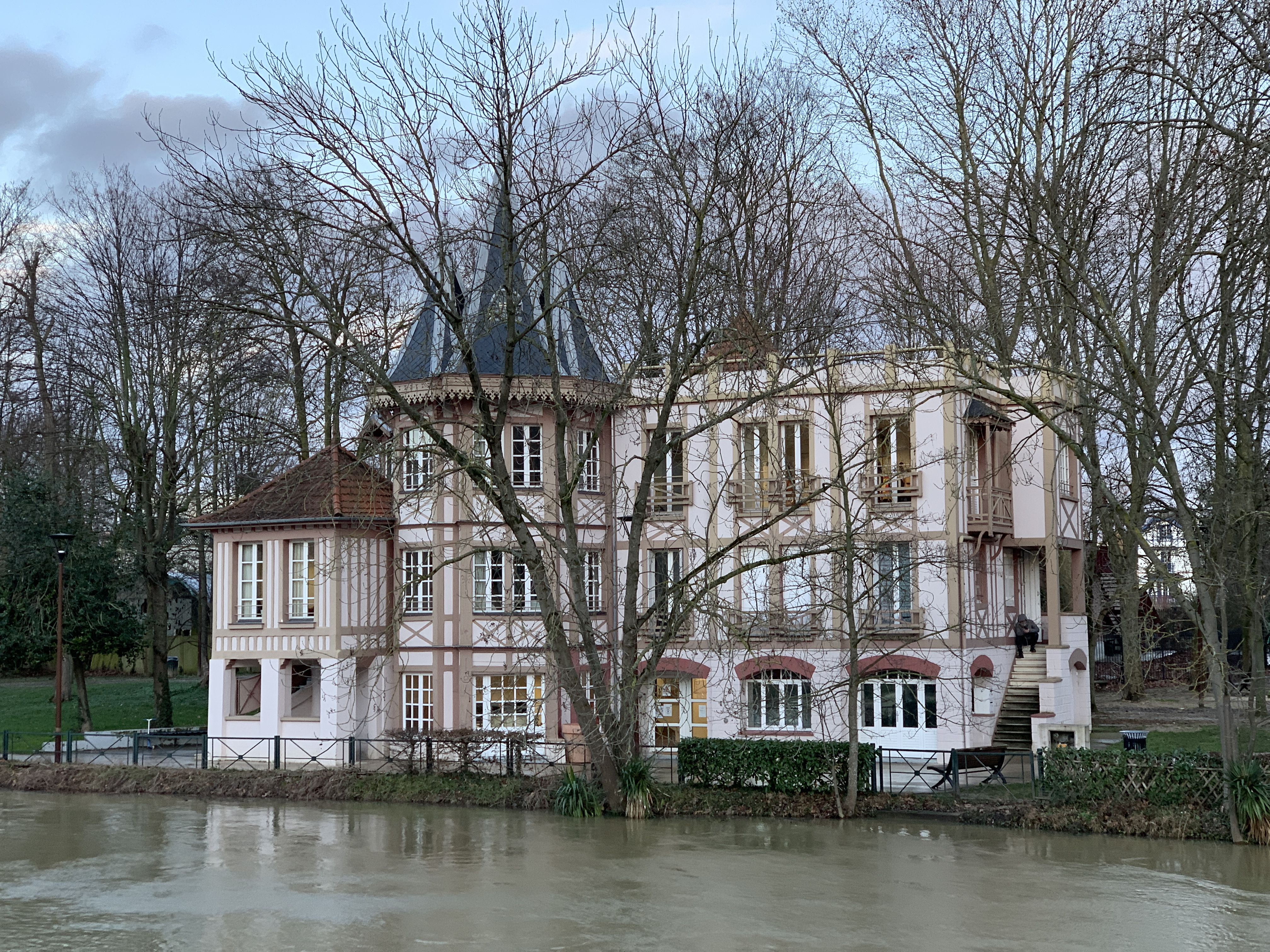
École municipale des arts.
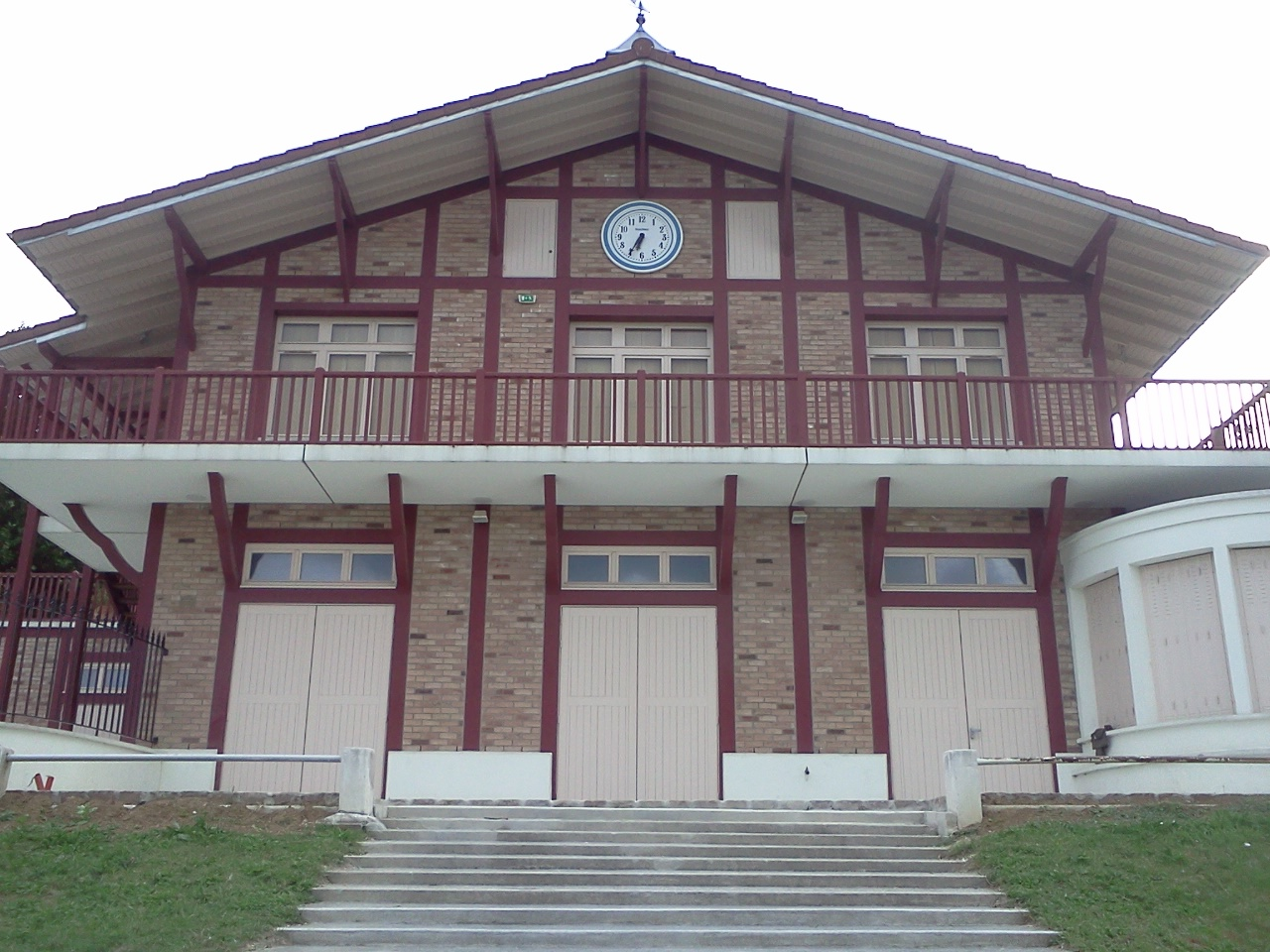
Bâtiment du club Aviron Marne et Joinville.